# Стад Франсе (футбольный клуб)
«Стад Франсе́» (фр. Stade français) — французский футбольный клуб, базирующийся в Вокрессоне, пригороде Парижа. В общей сложности клуб провел 15 сезонов в чемпионате Франции, в последний раз — в сезоне 1966/67. Сейчас[когда?] выступает на любительском региональном уровне.

## История
Футбольная секция в мультиспортивном клубе «Стад Франсе», основанном в 1883 году, появилась в 1888 году. Наибольшие успехи пришлись на послевоенные годы. В сезоне 1945/46 клуб впервые вышел в Лигу 1. В сезонах 1946/47 и 1947/48 «Стад Франсе» добивается наивысших успехов в чемпионате — 5-е место. В том же сезоне команда доходит до полуфинала Кубка Франции. Всего в Лиге 1 «Стад Франсе» провёл 15 сезонов, последний — в 1966/67 годах.
«Стад Франсе» дважды участвовал Кубке ярмарок — в сезонах 1964/65 и 1965/66.
| Сезон   | Соревнование  | Раунд        | Страна                   | Клуб       | Счет     |
| ------- | ------------- | ------------ | ------------------------ | ---------- | -------- |
| 1964/65 | Кубок ярмарок | Первый раунд | Флаг Испании (1945—1977) | Реал Бетис | 1:1, 2:0 |
|         |               | Второй раунд | Флаг Италии              | Ювентус    | 0:0, 0:1 |
| 1965/66 | Кубок ярмарок | Первый раунд | Флаг Португалии          | Порту      | 0:0, 0:1 |

## Достижения
- Чемпионат Франции
  - 5-е место (2): 1946/47, 1947/48
- Лига 2
  - Победитель: 1951/52
- Кубок Франции
  - Полуфиналист (5): 1925/26, 1927/28, 1945/46, 1948/49, 1964/65
- Кубок ярмарок
  - Второй раунд: 1964/65